# Todas las cosas buenas (Star Trek: La nueva generación)
"Todas las cosas buenas" (en idioma original, "All Good Things...") es el episodio final de la serie de televisión Star Trek: La nueva generación.  Fue escrito por Brannon Braga y Ronald D. Moore y dirigido por Winrich Kolbe. Originalmente exhibido el 23 de mayo de 1994, "Todas las cosas buenas" fue difundido como un episodio de dos horas; las retransmisiones son a menudo en dos partes.
Protagonizado por Patrick Stewart, Jonathan Frakes, LeVar Burton, Michael Dorn, Gates McFadden, Marina Sirtis y Brent Spiner. Las estrellas invitadas incluyen a John de Lancie, Colm Meaney, Andreas Katsulas, Patti Yasutake, Clyde Kusatsu y Denise Crosby (quien representa su rol como Tasha Yar, la que murió durante los eventos del episodio 23 de la primera temporada ("La piel del mal").
El episodio concluye los eventos de episodio inaugural de la serie transmitido en 1987 "Encuentro en Farpoint" en el cual la tripulación de la USS Enterprise-D, representando a toda la humanidad, fue puesto en juicio por Q.
"Todas las cosas buenas" ganó el Premio Hugo de 1995 por Mejor Presentación Dramática. El único otro episodio premiado de la misma forma fue el episodio "La Luz Interior".
Durante la filmación de "Todas las cosas buenas," también fue filmado un documental retrospectivo de detrás de la escena llamado El Fin del Viaje: La Saga de Viaje a las Estrellas: La Nueva Generación, animado por Jonathan Frakes.

## Trama
El capitán Jean-Luc Picard inexplicablemente encuentra su mente saltando entre el presente (fecha estelar 47988.1), el pasado durante la primera misión de la USS Enterprise-D siete años antes en la Estación Farpoint (en la que el comandante William Riker, el teniente Geordi La Forge, y la Doctora Beverly Crusher y su joven hijo Wesley se unen a la tripulación de la Enterprise), y veinticinco años en el futuro, donde un envejecido Picard se ha retirado al viñedo familiar en Francia. Estos saltos ocurren sin aviso y la resultante discontinuidad en el comportamiento de Picard lo dejan a él y a los que lo rodean totalmente confusos.
En el presente, a Picard se le ordena llevar a la Enterprise al límite de la Zona Neutral Romulana para investigar una anomalía espacial.
En el futuro es un pasajero a bordo de la USS Pasteur, que está bajo el comando de su exesposa la doctora Beverly Picard, cuya misión es encontrar la anomalía.
En el pasado a pesar de que la misión de la Enterprise a la Estación Farpoint es cancelada por la Flota Estelar para ir investigar la anomalía, Picard insiste en continuarla, creyendo que el inminente encuentro con Q es más importante. Después de alcanzar el lugar donde él tuvo el primer encuentro con Q en la forma de una red cerca de la Estación Farpoint y no encontrando nada allí, Picard entra a su sala de guardia, solo para encontrarse nuevamente en la sala del tribunal de Q. Q le revela que él es la causa de los saltos en el tiempo de Picard y desafía a Picard a resolver el misterio de la anomalía, estableciendo crípticamente que Picard destruirá a la humanidad.
Cuando Jean-Luc Picard llega a la anomalía en los tres períodos de tiempo, él descubre que dicha anomalía es mucho más grande en el pasado, pero que no existe en el futuro. A medida que la Enterprise del pasado y del presente expliran la anomalía con haces taquionicos, la USS Pasteur es atacada por naves Klingon, pero la tripulación es salvada debida a la oportuna llegada de la Enterprise del futuro bajo el mando del almirante William Riker. Él dispara sobre varios de las naves de guerra klingon atacantes, lo que provoca que ellas retrocedan a la zona neutral. Se revela que Riker y Worf que se enemistaron por la consejera del Enterprise Deanna Troi, con la que ambos tenía una seria relación. Q nuevamente se le aparece a Picard y lo lleva a billones de años en el pasado de la Tierra, donde la anomalía, reciendo cada vez más grande a la medida que retrocede en el tiempo ha invadido la totalidad del Cuadrante Alfa y ha prevenido la formación de la vida sobre la Tierra. Cuando Picard regresa al futuro, él descubre que la anomalía ha aparecido, creada como resultado de sus órdenes y que los pulsos taquionicos de las tres eras la están sosteniendo. Data y Geordi determinan que ellos pueden detener la anomalía haciendo que las tres Enterprises vuelen al centro de ella y creen esferas estáticas warp. Picard transmite las órdenes a cada una de las Enterprise. Cada nave sufre rupturas del núcleo warp, al mismo tiempo que Q le cuenta al Picard del futuro que "todas las cosas buenas tienen un final" justo antes de que la Enterprise del futuro explote.
Jean-Luc Picard se encuentra encarando a Q, como un juez de la humanidad en el mismo tribunal de siete años antes. Q felicita a Picard al haber sido capaz de pensar en múltiples líneas temporales simultáneamente para poder resolver el puzle, que es una prueba de que la humanidad aún puede evolucionar, para gran sorpresa del Continuum Q. Q le explica que la anomalía nunca existió realmente y que su pasado y su presente han sido restaurados. Entonces se retira del tribunal y se despide de Picard diciendo "Nos veremos… allí afuera", recordando la línea final de Picard en el episodio piloto "Veamos que hay allí afuera". Picard luego regresa a la Enterprise del presente y no salta más por el tiempo.
Por primera vez, Picard decide unirse al juego regular de poker de la tripulación, declarando que lamentaba no haberlo hecho antes.